# Trattato di Badajoz (1801)
Il trattato di Badajoz del 1801 (noto anche come pace di Badajoz) fu stipulato il 6 giugno 1801 a Badajoz fra il reggente del Portogallo Giovanni ed i rappresentanti del Regno di Spagna. Esso pose fine alla guerra delle arance, combattuta dalla Spagna, istigata ed appoggiata dalla Francia, governata dall'allora primo console Napoleone Bonaparte, che portò all'invasione del Portogallo da parte delle truppe spagnole, guidate dal primo ministro Manuel Godoy ed appoggiate da contingenti francesi. 
Il Portogallo fu costretto così ad aderire alle richieste della vicina Spagna, alleata dei francesi, in questi termini:
- cessione alla Spagna della città portoghese di Olivença, oltre a corrispondere un indennizzo di guerra alla Spagna;[1]
- chiusura dei porti portoghesi alle navi battenti bandiera del Regno Unito.[2]

Lo stesso giorno e nello stesso luogo, e chiaramente nel quadro delle stesse negoziazioni, venne firmata anche la pace del Portogallo con la stessa Francia, sulla base di riparazioni economiche e territoriali nella Guiana francese. I termini del trattato tuttavia non furono graditi dal Napoleone e furono quindi rafforzati e leggermente modificati da una convenzione tenutasi a Madrid il 29 settembre 1801, con la quale il Portogallo fu costretto a versare alla Francia 20 milioni di franchi.